# Aleksey Shpilevsky
Aleksey Shpilevsky (nacido el 17 de febrero de 1988) es un exfutbolista y entrenador bielorruso que actualmente es entrenador del Aris Limassol.

## Carrera

### Como jugador
Jugó como mediocentro defensivo en el VfB Stuttgart II y representó a Bielorrusia en el Europeo Sub-17 de 2005. En 2006, tuvo que poner fin a su carrera como jugador debido a una grave lesión en la espalda.

### Como entrenador
Tras retirarse, Shpilevsky trabajó como entrenador de cantera del RasenBallsport Leipzig hasta que en 2018, dirigió al Dinamo Brest. Abandonó el club bielorruso tras diferencias con la directiva.
Tras abandonar la disciplina del club bielorruso, dirigió al FC Kairat. Consiguió ser subcampeón de liga las dos temporadas y campeón de copa. Tras sonar como entrenador del FC Krasnodar, finalmente fichó por el FC Erzgebirge Aue alemán por tres años, pero fue despedido tras ocho jornadas dejando al equipo colista.
El 28 de febrero de 2022, fichó por el Aris Limassol.

## Clubes
| Club                             | País        | Año       |
| -------------------------------- | ----------- | --------- |
| RasenBallsport Leipzig (Cantera) | Alemania    | 2013-2018 |
| Dinamo Brest                     | Bielorrusia | 2018      |
| FC Kairat                        | Kazajistán  | 2018-2021 |
| FC Erzgebirge Aue                | Alemania    | 2021      |
| Aris Limassol                    | Chipre      | 2022-Act. |

## Palmarés
- Copa de Kazajistán (1): 2018.